# أفرا (إقليم زاكورة)
 أفرا (بالإنجليزية: AFRA)‏ هي جماعة قروية تابعة لإقليم زاكورة ضمن جهة درعة تافيلالت بالمغرب.  بلغ مجموع عدد سكان أفرا  حسب إحصاءات 2004  حوالي 8317 نسمة  يعيشون في 1074 أسرة.

## إحصاء عام
| السنة | عدد السكان | عدد الأسر | عدد الأجانب |
| ----- | ---------- | --------- | ----------- |
| 1994  | 8290       | 977       | °°°°        |
| 2004  | 8317       | 1074      | 0           |